# Bertha Swirles
Bertha Swirles, Lady Jeffreys (Northampton, 22 de maio de 1903 — 18 de dezembro de 1999), foi uma física inglesa.
Pesquisou sobre mecânica quântica, particularmente em seus primórdios. Foi associada do Girton College, Universidade de Cambridge, como estudante e membro, durante mais de 70 anos.
Bertha Swirles nasceu em Northampton, e frequentou a Northampton School for Girls, seguindo em 1921 para o Girton College, graduando-se em matemática. Obteve o doutorado em 1929, orientada por Max Born e Ralph Howard Fowler. Casou com Harold Jeffreys em 1940, tornando-se Lady Jeffreys após ter sido condecorada pelo império britânico em 1953.

## Publicações selecionadas
- Bertha Swirles, The internal conversion of {\displaystyle \gamma }-rays, Proceedings of the Royal Society of London, Series A, Vol. 116, No. 774, pp. 491-500 (1927).  This paper dates from the time when Bertha Swirles was Yarrow Research Student at Girton College.
- Bertha Swirles, The internal conversion of Gamma-rays. — Part II, Proceedings of the Royal Society of London, Series A, Vol. 121, No. 787, pp. 447-456 (1928).  This paper dates from the time when Bertha Swirles was Hertha Ayrton Research Fellow at Girton College.
- Bertha Swirles, The coefficients of absorption and opacity of a partially degenerate gas, Proceedings of the Royal Society of London, Series A, Vol. 141, No. 845, pp. 554-566 (1933).
- Bertha Swirles, The relativistic self-consistent field, Proceedings of the Royal Society of London, Series A, Vol. 152, No. 877, pp. 625-649 (1935).
- Bertha Swirles, The relativistic interaction of two electrons in the self-consistent field method, Proceedings of the Royal Society of London, Series A, Vol. 157, No. 892, pp. 680-696 (1936).
- D. R. Hartree, W. Hartree, and Bertha Swirles, Self-consistent field, including exchange and superposition of configurations, with some results for Oxygen, Philosophical Transactions of the Royal Society of London, Series A, Vol. 238, No. 790, pp. 229-247 (1939).

## Livro
- Sir Harold Jeffreys and Bertha Swirles (Lady Jeffreys), Methods of Mathematical Physics, third revised edition (Cambridge University Press, 1956 — reprinted 1999). This book, first published in 1946, is commonly referred to as Jeffreys & Jeffreys. ISBN 0-521-66402-0, ISBN 978-0-521-66402-8.

## Alguns esboços biográficos por Bertha Swirles
- Bertha Swirles, John Arthur Gaunt (1904-1944), Notes and Records of the Royal Society of London, Vol. 44, No. 1, pp. 73-79 (1990).
- Bertha Swirles, Reminiscences and Discoveries: Harold Jeffreys from 1891 to 1940, Notes and Records of the Royal Society of London, Vol. 46, No. 2, pp. 301-308 (1992).

## Obituários
- R. M. Williams, Obituary: Bertha Jeffreys, The Independent (London), Wednesday, 22 December 1999. ,
- Mary Walmsley, Lady Jeffreys 1903-1999, The Mathematical Gazette, Vol. 84, No. 500, pp. 321-323 (2000).
- J. A. Hudson, Lady Bertha Swirles, 1903-1999, Astronomy & Geophysics, Vol. 41, No. 3. 36-37 (2000).